# Očna migrena
Očna migrena, okularna, retinalna ili optička migrena je bezbolni, privremeni poremećaj vida, često praćena migrenskom glavoboljom, koji se načelno javlja na jednom oku, ali to ne isključuje njenu pojavu i na oba oka. Uzrok je ishemija ili vaskularni spazam krvnih sudova u ili iza zahvaćenog oka.
Iako može biti „zastrašujući poremećaj”, svog naglih ispada u vidnom polju, očna migrena je za razliku od klasične migrene obično bezopasna i prestaje sama od sebe u roku od 20 do 30 minuta.
Simptomi bezbolne očne migrene, mogu se pojaviti iznenada, i pored toga što se karakterišu osećajem gledanja kroz napuklo staklo, praćeni su i vizuelnom distorzijom koja se širi vidim poljem i obično povlači nakon 30 minuta.

## Nazivi — oblici
Termini „očna, retinalna ili okularna migrena" često se mešaju sa „vizuelnom migrenom", što je daleko češći simptom gubitka vida, koji je rezultat aure kao faze zajedničke migrene. Auralna faza migrene može se javiti sa ili bez glavobolje. Međutim Očne ili retinalne migrene se dešavaju u oku, tako da utiču samo na vid u tom oku, dok se vizuelne migrene javljaju u mozgu, tako da utiču na vid u oba oka zajedno. Vizuelne migrene su rezultat kortikalnog širenja depresije i takođe se obično nazivaju scintilnim skotomom.
Migrena sa aurom
Migrena sa aurom, koja je ranije zvana klasična očna migrena, praćena je pulsirajućom, jednostranom glavoboljom. Migrenske aure su najčešće vizuelne prirode, ali mogu uključivati i poremećaje sluha, govora ili mirisa, progresivno utrnuće ili bridenje lica ili ruku i nogu; ili opštu slabost.
Migrena bez aure
Migrenska glavobolja bez vizuelnih smetnji naziva se migrenom bez aure (ranije zvana obična migrena).

## Epidemiologija
Starosne razlike
Migrene se najčešće javljaju kod odraslih ljudi u 30-im i 40-im godinama života, mada često započinju u pubertetu a mogu se javiti i kod dece.
Polne razlike
Migrene se tri puta češće javljaju kod žena nego kod muškaraca.

## Etiopatogeneza
Pretpostavka je da očne migrene ima iste uzroke kao i migrenska glavobolje. Prema stavu WHO (World Health Organization), migrene gotovo uvek imaju genetsku osnovu, a neka istraživanja tvrde da 70% ljudi koji pate od ovog poremećaja imaju porodičnu istoriju pojave migrenskih glavobolja.
Najverovatnije migrena trigeruje aktivaciju mehanizma duboko u mozgu, što oslobađa zapaljenske supstance oko nerava i krvnih sudova glave i mozga. Ali zašto se ovo dešava i šta dovodi do spontanog prestanka očne migrene za sada nije još poznato.
Trigeri obične migrene koji izazivaju migrenski napad kod osobe podložne migrenama (uključujući očne migrene) uključuju određene vrste hrane:
- stare sireva,
- kafeinskie napitake,[14]
- crveno vino,
- dimljeno meso,
- čokolade.

Dodaci hrani, poput mononatrijum glutamata (MSG) i veštačkih zaslađivača takođe trigeruju migrene kod nekih osoba.
Drugi okidači migrena uključuju:
- dim cigarete,
- parfeme i druge jake mirise,
- jaka ili trepereća svetla,
- manjak sna i
- emotivni stres.

## Klinička slika
Simptomi obične očne migrene može imati širok spektar vizuelnih simptoma.
- Pacijent može imati malu slepu tačku koja se uvećava u centralnoj regiji vida sa svetlim, bleštavim ili treperećim svetlima, ili talasastim ili cik-cak linijama koje okružuju slepu mrlju.
- Slepa mrlja se obično uvećava i može se kretati preko vidnog polja.
- Migrenska pojava može nestati za samo nekoliko minuta, ali obično traje do pola sata.
- Oko 60% pacijenata koji pate od migrena doživljavaju simptome danima ili nedeljama pre napada migrene.
- Rani simptomi migrene mogu biti blagi i uključivati promene u raspoloženju, pojačanu želju za određenom vrstom hrane, ili opšti osećaj umora.[18]

Očne migrene su bezbolni, privremeni poremećaji vida koji mogu obuhvatiti jedno ili oba oka. Iako mogu biti zastrašujuće, očne migrene su obično bezopasne i reše se same od sebe u roku od 20 do 30 minuta. Termini koji se još koriste su okularna, optička migrena, kao i retinalna migrena. Ako je migrenski poremećaj vida praćen pulsirajućom, jednostranom glavoboljom, ovo se naziva migrenom sa aurom (ranije zvanom klasičnom migrenom), a poremećaj vida se opisuje kao aura, umesto očna migrena. Migrenska glavobolja bez vizuelnih smetnji se naziva migrenom bez aure (ranije zvana obična migrena). Migrenske aure su najčešće vizuelne prirode, ali mogu uključivati i poremećaje sluha, govora ili mirisa, progresivno utrnuće ili bridenje lica ili ruku i nogu; ili opštu slabost.
Bezbolne očne migrene se mogu pojaviti iznenada, stvarajući osećaj gledanja kroz napuklo staklo. Prateće vizuelne distorzije se šire vidim poljem i obično nestaju nakon 30 minuta.
Simptomi očne migrene
Ocna migrenaLjudi sa očnim migrenama mogu imati širok spektar vizuelnih simptoma. Može se desiti da vidite malu slepu tačku koja se uvećava u centralnoj regiji vida sa svetlim, blještavim ili treperećim svetlima, ili talasaste ili cik-cak linije koje okružuju slepu tačku. Slepa tačka se obično uvećava i može se kretati preko vidnog polja. Cela ova migrenska pojava može nestati za samo nekoliko minuta, ali obično traje do pola sata. Oko 60% ljudi koji pate od migrena doživljavaju simptome danima ili nedeljama pre napada migrene. Ovi rani simptomi mogu biti blagi i uključivati promene u raspoloženju, pojačanu želju za određenom vrstom hrane, ili opšti osećaj umora.
Šta izaziva očne migrene?
Veruje se da očne migrene imaju iste uzroke kao i migrenske glavobolje. Prema WHO (World Health Organization), migrene gotovo uvek imaju genetsku osnovu, a neka istraživanja tvrde da 70% ljudi koji pate od ovog poremećaja imaju porodičnu istoriju pojave migrenskih glavobolja. Izgleda da migrene trigeruje aktivacija mehanizma duboko u mozgu, što oslobađa zapaljenske supstance oko nerava i krvnih sudova glave i mozga. Ali zašto se ovo dešava i šta dovodi do spontanog prestanka očne migrene nije još poznato.
Migrene se najčešće javljaju kod odraslih ljudi u 30-im i 40-im godinama, ali često započinju u pubertetu i mogu se javiti i kod dece. Migrene se tri puta češće javljaju kod žena nego kod muškaraca. Trigeri obične migrene koji izazivaju migrenski napad kod osobe podložne migrenama (uključujući okularne, očne migrene) uključuju određene vrste hrane, poput starih sireva, kafeinskih napitaka, crvenog vina, dimljenog mesa i čokolade. Dodaci hrani, poput mononatrijum glutamata (MSG) i veštačkih zaslađivača takođe trigeruju migrene kod nekih osoba. Drugi okidači migrena uključuju dim cigarete, parfeme i druge jake mirise, jaka ili trepereća svetla, manjak sna i emotivni stres.

## Dijagnoza
Medicinski pregled treba da isključi bilo kakve osnovne uzroke, kao što su krvni ugrušak, moždani udar, tumor hipofize ili odvajanje retine. Normalan pregled mrežnjače je u skladu sa promenama kod migrene u mrežnjači.

## Terapija
Lečenje i prevencija očnih migrena, koje su uglavnom bezopasne i nestaju same od sebe u roku od pola sata, obično je nepotrebno.
Sastavni deo terapije očne migrene je da se tokom vožnje ili obavljanja neke druge aktivnosti koje zahtevaju dobar vid odmah prestanite sa tom aktivnošću sve dok se vid ne vrati u normalu. Na primer ako se to teški tokom vožnje odmah treba stati sa strane puta čim to bude moguće, i sačekati da promene vida potpuno prođu.
Ukoliko pacijent često doživljava vizueln poremećaje kao deo migrene sa aurom, ili migrenske glavobolje, potreban je da se pre tretman od strane lekara, obavi opsežan očni pregled kod oftalmologa kako bi se odbacila mogućnost opasnijih poremećaja poput odvajanja retine, koje zahteva hitno lečenje.
Medikamentozno lečenje upornih i težih slučajeva očne migrene (npr onih koje traju duže od 24 časa ili se migrene javljaju češće od dva puta mesečno ) sprovodi se najnovijim lekovima za tretman migrena, uključujući i lekove za prevenciju budućih napada.
Tokom terapije savjetuje se vođenje dnevnika sa podacima o dijeti i aktivnostima koje su prethodile epizodi očne migrene ili migrene sa aurom, kako bi se ovi napadi povezali sa određenim trigerima migrene, koji se onda u budućnosti mogu izbegavati.
Ukoliko se dokaže da je migrenska glavobolja ili očna migrene povezana sa stresom, učestalost napada može se smanjite i bez upotrebe lekova, konzumiranjem zdrave hrane u pravilnim intervalima, izbegavanjem ili „razblaženjem” tipičnih stresogenih okidača migrene (npr joga, masaža itd) i pravilnim ritmom spavanja.

## Prognoza
Generalno, prognoza očne migrene je slična prognozi migrenske glavobolje sa tipičnom aurom. Pošto je prava incidencija očne migrene nepoznata, neizvesno je da li postoji veća incidencija trajne neuroretinalne povrede. Podaci o vidnom polju sugerišu da postoji veća incidencija infrakcije krajnje arteriolarne distribucije i veća incidenca trajnih defekata vidnog polja. Podaci prethodnih studija govore da je više od polovine prijavljenih ponovljenih slučajeva očne migrene kasnije doživelo trajni gubitak vida u tom oku usled infarkta, dok kasnije studije sugerišu da je takav gubitak relativno retka nuspojava.

## Spoljašnje veze
|  | Molimo Vas, obratite pažnju na važno upozorenje u vezi sa temama iz oblasti medicine (zdravlja). |